# Lowe Bluff
Das Lowe Bluff ist ein hoch aufragendes Felsenkliff im westantarktischen Marie-Byrd-Land. Im Königin-Maud-Gebirge ragt es zwischen den Kopfenden des Kansas-Gletschers und des Alaska Canyon entlang dem Watson Escarpment auf. 
Der United States Geological Survey kartierte es anhand eigener Vermessungen und Luftaufnahmen der United States Navy aus den Jahren von 1960 bis 1963. Das Advisory Committee on Antarctic Names benannte es 1967 nach William G. Lowe, Funker auf der Byrd-Station im antarktischen Winter des Jahres 1967.